# 洋河 (青岛市)
洋河，汉代称柜艾水, 后又称洋水，是位于中华人民共和国山东省青岛市胶州湾西岸城区的一条东西向河流。

## 概况
洋河是黄岛区与胶州市的界河。主源南源起于黄岛区宝山镇西部，西源出自胶州市里岔镇陡岭前，两源在洋河崖汇流，于王台镇五河头入胶州湾。全长49千米,流域面积303平方公里。上游建有山洲水库，下游建有拦河闸引水工程。在黄岛区境内有小干河、八一河、十八道河、月牙河等支流。